# میرزا علی‌اکبر ملک‌زاده آملی
میرزا علی اکبر ملک‌زاده آملی سیاست‌مدار ایرانی بود، که در  دوره نهم ،  دهم ،  یازدهم ،   دوازدهم  و  دوره سیزدهم  بعنوان نماینده بابل در مجلس شورای ملی حضور داشت. اومخالف محمد مصدق بود 